# Joncherey
Joncherey település Franciaországban, Territoire de Belfort megyében. Lakosainak száma 1439 fő (2022. január 1.). Joncherey Boron, Delle, Faverois, Grandvillars és Thiancourt községekkel határos.

## Népesség
A település népességének változása:
| Lakosok száma | 1278 | 1305 | 1355 | 1353 | 1398 | 1410 | 1416 | 1427 | 1439 |
|               | 2013 | 2015 | 2016 | 2017 | 2018 | 2019 | 2020 | 2021 | 2022 |